# Panstrongylus geniculatus
Panstrogylus geniculatus es un insecto heteróptero de la familia Reduviidae. Es hematófago y reconocido como un vector de poca importancia epidemiológica de Trypanosoma cruzi, agente patógeno de la enfermedad de Chagas.
Esta especie ha sido catalogada como exclusivamente selvática pues generalmente vive en bosques húmedos en diversos nidos de vertebrados, especialmente en las madrigueras de armadillos (Dasypus spp.). Tiene una distribución amplia, desde el sur de México hasta el norte de Argentina, incluyendo algunas islas del Caribe. Existen pocos estudios de esta especie dado el bajo número de individuos capturados y la dificultad de mantenerlos en el laboratorio.

## Observaciones biológicas
Recientemente se ha demostrado como este triatomino, al igual que otras especies mejor estudiadas, es atraído por olores provenientes del huésped tales como aminas, amoníaco y dióxido de carbono. También se ha observado que esta especie realiza el comportamiento del camuflaje; coloca detritos del suelo sobre su abdomen utilizando sus patas traseras como palas (ver vídeo abajo en Enlaces).

## Domiciliación

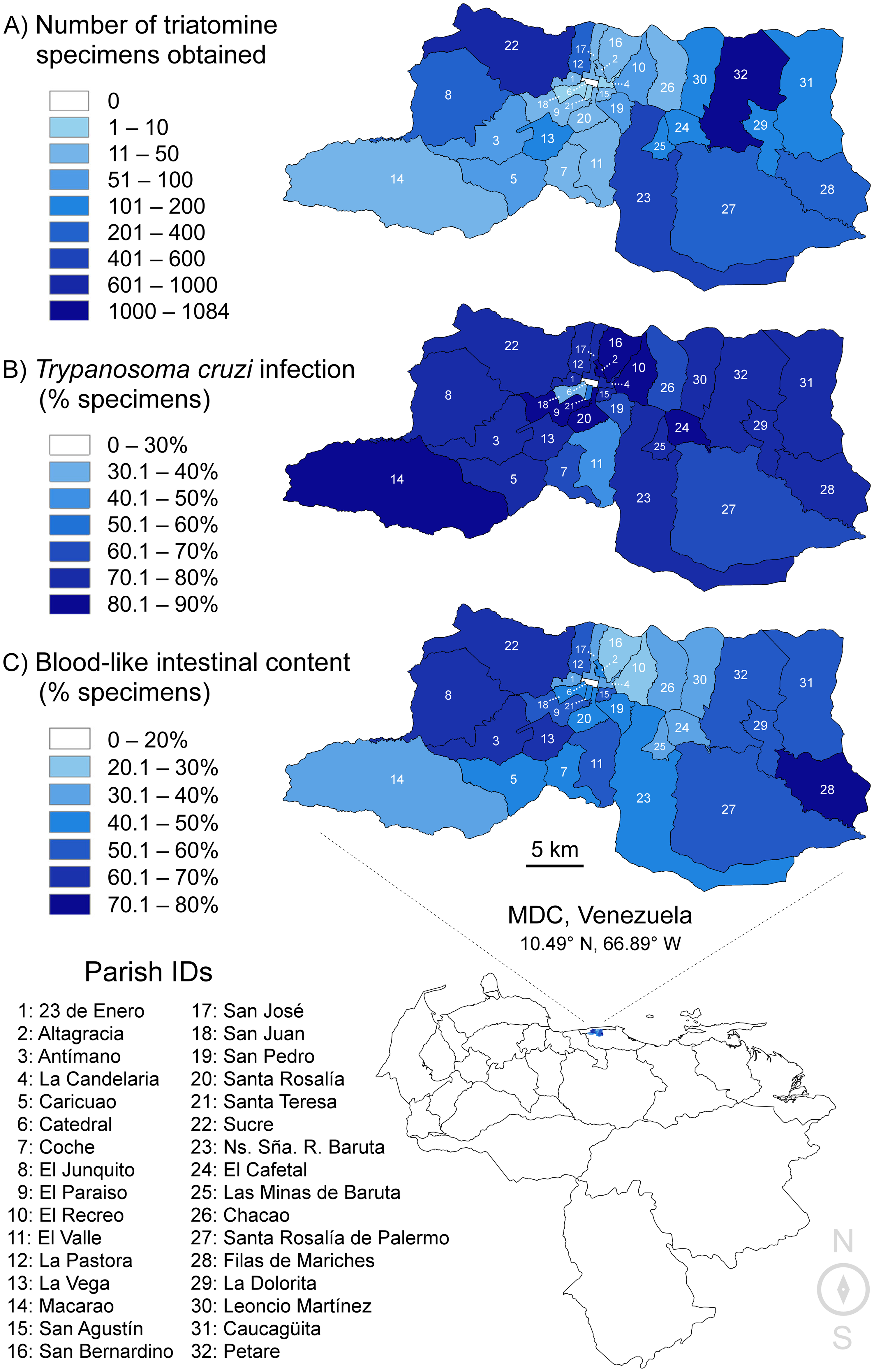
A. Número de triatominos obtenidos, B Tasas de infección natural por T. cruzi en triatominos y C presencia de sangre en el contenido Intestinal de los triatominos por cada parroquia del DMC para el período 2007–2019

En la actualidad P. geniculatus está recibiendo gran atención como vector de la tripanosomiasis americana dado el número creciente de reportes de esta especie invadiendo el hábitat doméstico y peridoméstico en un área amplia: Venezuela, Colombia, Brasil, Perú, Ecuador y Argentina. P. geniculatus está aparentemente entrando en un proceso de domiciliación. Correría la misma suerte que Triatoma infestans y Rhodnius prolixus, especies que se adaptaron muy bien al ambiente doméstico hace ya varios miles de años. Este también es el caso de otras especies de triatominos  selváticas, las cuales experimentan presiones ecológicas originadas por el daño que el ser humano causa a su ambiente natural. El caso de domiciliación de P. geniculatus es muy interesante epidemiológicamente dado que este proceso está ocurriendo en centros altamente urbanizados, como es el caso de Caracas, Venezuela.

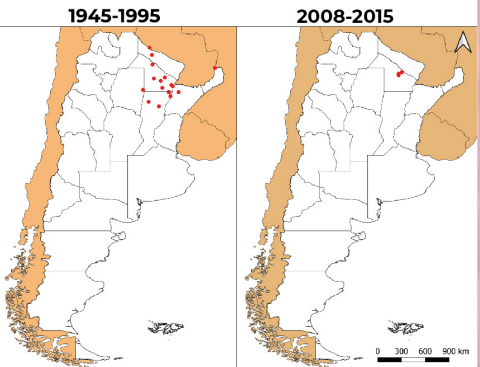
Mapa comparativo de la distribución en Argentina de la especie Panstrongylus geniculatus entre el periodo 1945-1995 y 2008-2015.